# Sillery, Marne

Sillery este o comună în departamentul Marne, Franța. În 2009 avea o populație de 1,590 de locuitori.